# ويلسون ساذرلاند
ويلسون ساذرلاند (بالإنجليزية: Wilson Sutherland)‏ هو رياضياتي بريطاني، ولد في 26 سبتمبر 1935، وتوفي في 7 أكتوبر 2019.